# کیت هوپر
کیت هوپر (انگلیسی: Kate Hooper؛ زادهٔ ۲۶ فوریهٔ ۱۹۷۸) بازیکن واترپلو زن اهل استرالیا بود.